# Fort Sam Houston Golf Course
De Fort Sam Houston Golf Course is een golfbaan in de Verenigde Staten en werd opgericht in 1935. De baan bevindt zich in San Antonio, Texas. Het is een 36 holesbaan, waarvan twee 18 holesbanen, en beide banen hebben een par van 72.
De twee 18 holesbanen hebben een eigen naam: de "La Loma"- en de "Salado Del Rio"-baan. De "La Loma"-baan is opgericht in 1935 en werd ontworpen door de golfbaanarchitect A.W. Tillinghast. De "Salado Del Rio"-baan werd opgericht in 1976 en werd ontworpen door Kevin Tucker, die ook de "La Loma"-baan renoveerde in 2009.

## Golftoernooien
- Texas Open: 1951, 1956 & 1960

## Trivia
- Het Texas Open vond altijd plaats op de "La Loma"-baan.